# Nüğürcük, Oltu
Nüğürcük là một xã thuộc huyện Oltu, tỉnh Erzurum, Thổ Nhĩ Kỳ. Dân số thời điểm năm 2011 là 164 người.